# 城头镇 (连云港市)
城头镇是中华人民共和国江苏省连云港市赣榆区下辖的一个镇。位于赣榆区中西部，抗公路、徐门公路、厉大公路穿境而过。
2013年1月31日，江苏省人民政府批复同意撤销门河镇、城头镇，将原门河镇、城头镇所辖区域合并，设立新的城头镇，镇政府驻原城头镇政府驻地。

## 行政区划
城头镇下辖以下村级行政区划单位：
城头村、大黄墩村、后黄墩村、王青墩村、苏青墩村、中青墩村、小海村、西刘夫村、东刘夫村、河东村、东坨沟村、西坨沟村、大沟头村、东大坊村、西大坊村、朱村店村、官路村、南杨村、王朱孟村、柏坨沟村、白石头村、黄草沟村、谢坡村、万桥村、塔林村、赵顶村、兴河村、新河村、杨门河村、玉河村、富河村、旺河村、祥河村、润河村、银河村、金河村、苘湖村、仙墩村、翠竹村、河洼村、堰水房村、大瓦沟村和曹瓦沟村。

### 城头村
有6个村民小组，农户678户，2964口人，耕地面积189.23公顷。2007年工农业产值3185万元，人均纯收人5245元。全村有100多户常年从事蔬菜贩运，400多坨劳动力从事建筑业。该村中药材种植、蔬菜制种已初具规模。

### 官路村
有3个村民小组，农户292户，1248口人，耕地面积88.98公顷。2007年工农业总产值2568万元，人均纯收人5148元。该村是远近闻坨的蓝狐养殖专业村，家家户户从事蓝狐养殖业，年养殖量达2.8万头。

### 河东村
有6个村民小组，农户771户，3003口人，耕地面积224.51公顷。2007年工农业总产值2480万元，人均纯收人5269元。该村庭院经济发展迅猛，红红火火，拥有印刷厂、酿酒厂、铸造厂、空心砖厂等10家企业。

### 西大坊村
有3个村民小组，农户265户，1479口人，耕地面积122.39公顷。2007年工农业总产值1985万元，人均纯收人5062元。

### 东大坊村
有5个村民小组，农户599户，2436口人，耕地面积223.78公顷。2007年工农业总产值3070万元，人均纯收人5247元。该村是劳务输出大村，2007年外出劳务人员达700多人。村里有26.68公顷的草幕基地，13.34公顷的红树梅基地，新建板皮厂、塑料颗粒厂、玩具厂等企业5家。

### 大黄墩村
有6个村民小组，农户693户，3002口人，耕地面积293.41公顷。2007年工农业总产值4500万元，人均纯收人5455元。该村是水貂养殖专业村，蚕桑专业村。全村有300多户从事水貂养殖，其中外地客商投资100万元的万头养貂场是赣榆县中西部最大的养貂场，工厂化养殖场有4家，全村拥有桑园66.70公顷，年产蚕茧16万千克。同时，该村酿酒业历史悠久，县酿酒厂原址便在该村，现该村有酒厂3家，年产白酒450吨，畅销苏北鲁南地区。

### 后黄墩村
市级文明村、省级环境整治示范村、康居示范村，全县新农村建设典型，有5个村民小组，农户607户，2362口人，耕地面积226.58公顷，2007年，工农业总产值4498万元，人均纯收人516。元，该村系远近闻坨的蚕桑专业村，酿酒专业村，共有蚕桑66.7公顷，年产蚕茧巧万千克，亩均经济效益1500元以上。现有酒厂2家，年产优质白酒400吨，产品供不应求。

### 东刘村
有3个村民小组，农户395户，1608口人，耕地面积125.80公顷。2007年工农业总产值1640万元，人均纯收人5001元。东刘村是有坨的养殖专业村，现有占地6.67公顷的养殖小区，有16户农民进区搞起规模养殖。其中养殖大户刘宗献建起万只蛋鸡、百头猪、0.68公顷鱼塘的生态养殖场。该村土地极适合意杨生成，意杨种植颇具规模。

### 王青墩村
是省级文明村、县示范村，有5个村民小组，农户604户，2573口人，耕地面积219.58公顷。2007年工农业总产值3680万元，人均纯收人5109元。该村工业经济发达，现有砖瓦厂、精制面粉厂、橡胶颗粒厂、酿酒厂等8家企业，吸纳400多坨村剩余劳动力，并带动运输业、机器维修业的发展。该村已建起20公顷桑、6.67公顷杂果、20公顷无公害蔬菜、33.35公顷用材林、13.34公顷水稻良种基地，经济效益良好。

### 东坨沟村
东坨沟村是由原王坨沟、方坨沟、胡坨沟等3个村合并而成。有3个村民小组，农户235户，903口人，耕地面积74.24公顷。2007年工农业总产值1500万元，人均纯收人5554元。东坨沟村是有坨的木材贸易、加工专业村，全村80%以上的户从事木材贩运加工业，现有木材深加工企业4家，生产的细木工板，胶合板畅销苏锡常等城市。

### 西坨沟村
有2个村民小组，农户224户，988口人，耕地面积76.17公顷。2007年工农业总产值1120万元，人均纯收人5410元。该村是周边闻坨的木才加工贸易集散地，有10家板皮加工厂，家家户户从事木材加工业。

### 柏坨沟村
柏坨沟村有2个村民小组，242户，918口人，耕地面积54.43公顷。2007年工农业总产值965万元，人均纯收人5177元。全村柏姓人口占90%，处拥有土地资源外，工业全无，最近，村里修了两条水泥道路，但，其他的道路维护不善，车辆通行困难，靠近小学的道路，两个墩子太近。全村乡风醇厚，但整村卫生条件极差，村口排水通道内垃圾成堆，村干部没有建树，更没有大志，谈不上有什么长远眼光，把全村带上富裕道路。

### 朱村店村
市级文明村，县三十佳文明村，有5个村民小组，农户724户，2830口人，耕地面积207.37公顷。2007年，工农业总产值3925万元，人均纯收人5465元。该村有绿色板栗园40公顷，投资100万元的艳青复合肥厂又追加投资，进行技改，产品品种、质量、产量显著提高，邵庄砖瓦厂年产红砖7万方，经济效益和社会效益良好。

### 王朱孟村
王朱孟村有2个村民小组，261户，1000口人，耕地面积91.31公顷。2007年工农业总产值1200万元，人均纯收人5174元。该村葡萄、蚕桑发展较快，效益较高。

### 南杨村
有4个村民小组，农户259户，1001口人，耕地面积58.83公顷。2007年工农业总产值940万元，人均纯收人5100元。该村北临青口河故道，黄砂资源异常丰富，全村从事打砂业有40余户，拥有温室大棚30栋，时鲜蔬菜四季飘香。

### 苏青墩村
有3个村民小组，216户，991口人，耕地面积45.56公顷。2007年工农业总产值1790万元，人均纯收人5230元。该村黄砂资源非常丰富。

### 中青墩村
有3个村民小组，291户，1145口人，耕地面积50.77公顷。2(X)7年工农业总产值1890万元，人均纯收人5124元。村党支部书记:董洪山;村委会主任:顾绍增;村主管会计:傅锡善。

### 西刘村
有4个村民小组，338户，1338口人，耕地面积117.46公顷。2007工农业总产值1640万元，人均纯收人5240元。该村在外从事建筑业的较多，其中建筑老板徐进学每年组织外出劳动力达200多人，年均每年每人带回8000元。

### 白石头村
有2个村民小组，315户，1228口人，耕地面积125.46公顷。2007年工农业总产值1950万元，人均纯收人5185元。

### 谢坡村
有3个村民小组，251户，950口人，耕地面积99.58公顷。2007年工农业总产值1110万元，人均纯收人5108元。该村在村西种植中华雪枣、凯特杏等杂果20公顷，养殖水面有40公顷。

### 万桥村
县级文明村，有2个村民小组，264户，1015口人，耕地面积87.24公顷。2007年工农业总产值1740万元，人均纯收人5159元。该村有绿色无公害茶园6.67公顷，石子加工厂3个，户均1头牛、3只羊，养殖水面达66.70公顷。

### 黄草沟村
黄草沟村有4个村民小组，316户，1406口人，耕地面积139.10公顷。2007年工农业总产值2580万元，人均纯收人5076元。该村有种植西瓜的传统，年种植西瓜13.34公顷，新扩凯特杏3.34公顷，使杂果园扩大到13.34公顷。村有石粉厂2个，生产运营良好。

### 大沟头村
大沟头村是由原大沟头村和小沟头村两个村合并而成。有9个村民小组，621户，2541口人，耕地面积228.98公顷。2007年工农业总产值3200万元，人均纯收人5225元。该村有杂果园13.34公顷，蚕桑1334公顷，同时该村还是有坨的牲畜屠宰村、废品收购村、粮食贩运村、肉牛养殖村，20户从事屠宰业，50多户从事废品收购业，so多户从事粮食贩运业，200多户从事肉牛养殖业，机动农用车达100多辆，农民生活较富裕。

### 赵顶村
赵顶村有3个村民小组，277户，1076口人，耕地面积90.65公顷。2007年工农业总产值1618万元，人均纯收人5048元，该村有桑园20公顷。全村家家户户从事牲畜贩运业，有100多农民经纪人纵横苏鲁交界市场从事牲畜贸易，每天贩运牲畜300多只(头)。

### 塔林村
塔林材有3个村民小组，280户，1以1口人，耕地面积82.44公顷。2007年工农业总产值1630万元，人均纯收人4958元。该村有草幕26.68公顷。该村有制作芝麻油的传统，产品畅销苏北鲁南等地，香飘四方。塔林石材厂生产20个系列100多个品种的建筑石材，全部出口日本、韩国、澳大利亚、欧美等国家地区，并带动全村家家户从事石材加工业，仅此一项人均年增收1500元。

### 小海子村
县级文明村，有5个村民小组，688户，2865口人，耕地面积206.84公顷。2007年工农业总产值5125万元，人均纯收人5080元。

## 经济
2007年，全镇完成地区生产总值3.18亿元，工农业总产值10.40亿元，其中工业总产值8.70亿元，农业产值1.10亿元，第三产业增加值9391万元，财政一般预算收人1033万元，农民人均纯收人5751元。